# Lijst van nationale heraldische wapens
Dit is een lijst van heraldische wapens.
Vrijwel elk land heeft naast een nationale vlag ook een eigen wapen(schild) of embleem. Deze staan hieronder op alfabetische volgorde van het land opgesomd.
Het bijschrift van elk wapen verwijst zowel door naar het afzonderlijke artikel over het betreffende wapen(schild) of embleem ("Wapen van" of "Embleem van"), als naar de bijbehorende staat (de naam van de staat).

## Wapens van staten

### A

Wapen van Afghanistan
Wapen van Albanië
Wapen van Andorra
Embleem van Angola
Wapen van Antigua en Barbuda
Wapen van Argentinië
Wapen van Armenië
Wapen van Australië

### B

Wapen van de Bahama's
Embleem van Bahrein
Wapen van Bangladesh
Wapen van Barbados
Wapen van België
Wapen van Belize
Wapen van Benin
Wapen van Bhutan
Wapen van Bolivia
Wapen van Bosnië en Herzegovina
Wapen van Botswana
Wapen van Brazilië
Wapen van Brunei
Wapen van Bulgarije
Wapen van Burkina Faso
Wapen van Burundi

### C

Wapen van Cambodja
Wapen van Canada
Wapen van de Centraal-Afrikaanse Republiek
Wapen van Chili
Wapen van China
Wapen van Colombia
Wapen van de Comoren
Wapen van Congo-Brazzaville
Wapen van Congo-Kinshasa
Wapen van Costa Rica
Wapen van Cuba
Wapen van Cyprus

### D

Wapen van Denemarken
Wapen van Djibouti
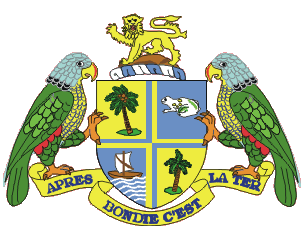
Wapen van Dominica
Wapen van de Dominicaanse Republiek
Wapen van Duitsland

### E

Wapen van Ecuador
Wapen van Egypte
Wapen van El Salvador
Wapen van Equatoriaal-Guinea
Wapen van Eritrea
Wapen van Estland
Embleem van Ethiopië

### F

Wapen van Fiji
Wapen van de Filipijnen
Wapen van Finland
Embleem van Frankrijk

### G

Wapen van Gabon
Wapen van Gambia
Wapen van Georgië
Wapen van Ghana
Wapen van Grenada
Wapen van Griekenland
Wapen van Guatemala
Wapen van Guinee
Embleem van Guinee-Bissau
Wapen van Guyana

### H

Wapen van Haïti
Wapen van Honduras
Wapen van Hongarije

### I

Wapen van Ierland
Wapen van IJsland
Embleem van India
Wapen van Indonesië
Wapen van Irak
Embleem van Iran
Wapen van Israël
Embleem van Italië
Wapen van Ivoorkust

### J

Wapen van Jamaica
Keizerlijk zegel van Japan
Wapen van Jemen
Wapen van Jordanië

### K

Embleem van Kaapverdië
Wapen van Kameroen
Embleem van Kazachstan
Wapen van Kenia
Wapen van Kirgizië
Wapen van Kiribati
Wapen van Koeweit
Wapen van Kosovo
Wapen van Kroatië

### L

Embleem van Laos
Wapen van Lesotho
Wapen van Letland
Wapen van Libanon
Wapen van Liberia
Embleem van Libië
Wapen van Liechtenstein
Wapen van Litouwen
Wapen van Luxemburg

### M

Zegel van Madagaskar
Wapen van Malawi
Wapen van de Malediven
Wapen van Maleisië
Wapen van Mali
Wapen van Malta
Wapen van Marokko
Wapen van de Marshalleilanden
Wapen van Mauritanië
Wapen van Mauritius
Wapen van Mexico
Wapen van Micronesië
Wapen van Moldavië
Wapen van Monaco
Wapen van Mongolië
Wapen van Montenegro
Wapen van Mozambique
Wapen van Myanmar

### N

Wapen van Namibië
Wapen van Nauru
Wapen van Nederland
Embleem van Nepal
Wapen van Nieuw-Zeeland
Wapen van Nicaragua
Wapen van Niger
Wapen van Nigeria
Embleem van Noord-Korea
Wapen van Noord-Macedonië
Wapen van Noorwegen

### O

Wapen van Oeganda
Embleem van Oezbekistan
Wapen van Oekraïne
Embleem van Oman
Wapen van Oostenrijk
Wapen van Oost-Timor

### P

Wapen van Pakistan
Zegel van Palau
Wapen van Palestina
Wapen van Panama
Wapen van Papoea-Nieuw-Guinea
Wapen van Paraguay
Wapen van Peru
Wapen van Polen
Wapen van Portugal

### Q

Wapen van Qatar

### R

Wapen van Roemenië
Wapen van Rusland
Wapen van Rwanda

### S

Wapen van Saint Kitts en Nevis
Wapen van Saint Lucia
Wapen van Saint Vincent en de Grenadines
Wapen van de Salomonseilanden
Wapen van Samoa
Wapen van San Marino
Wapen van Sao Tomé en Principe
Wapen van Saoedi-Arabië
Wapen van Senegal
Wapen van Servië
Wapen van de Seychellen
Wapen van Sierra Leone
Wapen van Singapore
Wapen van Slovenië
Wapen van Slowakije
Wapen van Soedan
Wapen van Somalië
Wapen van Spanje
Wapen van Sri Lanka
Wapen van Suriname
Wapen van Swaziland
Wapen van Syrië

### T

Embleem van Tadzjikistan
Wapen van Tanzania
Embleem van Thailand
Wapen van Togo
Wapen van Tonga
Wapen van Trinidad en Tobago
Wapen van Tsjaad
Wapen van Tsjechië
Wapen van Tunesië
Embleem van Turkije
Embleem van Turkmenistan
Wapen van Tuvalu

### U

Wapen van Uruguay

### V

Wapen van Vanuatu
Wapen van Vaticaanstad
Wapen van Venezuela
Wapen van de Verenigde Arabische Emiraten
Wapen van het Verenigd Koninkrijk
Great Seal van de Verenigde Staten
Embleem van Vietnam

### W

Embleem van Wit-Rusland

### Z

Wapen van Zambia
Wapen van Zimbabwe
Wapen van Zuid-Afrika
Embleem van Zuid-Korea
Wapen van Zuid-Soedan
Wapen van Zweden
Wapen van Zwitserland

## Wapenschilden van niet-erkende staten

Wapen van Abchazië
Wapen van Somaliland
Embleem van de Republiek China (Taiwan)
Wapen van Transnistrië
Wapen van de Turkse Republiek Noord-Cyprus
Zegel van Zuid-Ossetië

## Wapens van afhankelijke en subnationale gebieden
Zie de volgende artikelen:
- Wapens van afhankelijke territoria
- Wapens van subnationale entiteiten

## Historische wapens
- Wapen van de Sovjet-Unie
- Wapen van Tsjecho-Slowakije